# Yamaha YM3526
Yamaha YM3526, также известная как OPL (сокращение для FM Operator Type-L) — электронный компонент, микросхема звукогенератора, разработанная компанией Yamaha в 1985 году. Создавалась как недорогое решение, ориентированное на рынок игровых систем и бытовых компьютеров.

## История
Изначально микросхема применялась в аркадных игровых автоматах 1985 года компаний SNK (игры Alpha Mission, Armored Scrum Object, TANK, T.N.K. III), и Nichibutsu (игры Galivan — Cosmo Police, Terra Cresta). Впоследствии применялась в ряде других игровых автоматов, до 1988 года (около полусотни игр).
Помимо этого, микросхема использовалась в модуле расширения Sound Expander для бытового компьютера Commodore 64 (не получившего особой известности).
Полностью обратно совместимая с YM3526 микросхема Y8950, также известная под названием MSX-Audio, использовалась в звуковых картах одноимённого стандарта для бытовых компьютеров MSX. Синтезатор на основе частотной модуляции у этих микросхем полностью аналогичен, однако Y8950 имеет дополнительные возможности для воспроизведения цифрового звука с ADPCM-сжатием.
Также, существовала сильно упрощённая версия YM3526, получившая большую известность — микросхема YM2413 (OPLL). Эта версия создавалась с целью ещё больше снизить цену, и в связи с этим некоторые возможности были убраны или упрощены.
Впоследствии была создана серия микросхем OPL, обратно совместимых с предыдущими версиями — YM3812 (OPL2), YMF262 (OPL3), YMF278 (OPL4). Первые две стали широко известны благодаря применению в звуковых картах AdLib и Sound Blaster для IBM-PC совместимых компьютеров; микросхема OPL4 была применена в звуковой карте для компьютеров стандарта MSX — Moonsound, и также получила некоторую известность.

## Технические характеристики
- 9 каналов 2-х операторного синтеза
  - Также доступен режим 6-канального синтезатора плюс 5 ударных инструментов
- Два программируемых таймера
- Одна доступная форма сигнала генераторов (синусоидальная)

Звук генерируется полностью цифровой схемой, и выводится на внешний ЦАП (YM3014B) в виде потока чисел с плавающей точкой, с частотой дискретизации приблизительно 49720 Гц.